# توربينه بوتسدام
نادي توربينه بوتسدام 71 النسوي الأول لكرة القدم (بالألمانية: 1. Frauenfußballclub Turbine Potsdam 71) هو نادِ كرة قدم ألماني للسيدات، مقره في بوتسدام بولاية براندنبورغ. تأسس بتاريخ 3 مارس 1971.

## الإنجازات
- الدوري الألماني للسيدات (6): 2004، 2006، 2009، 2010، 2011، 2012.
- كأس ألمانيا للسيدات (3): 2004، 2005، 2006.
- دوري ألمانيا الشرقية للسيدات: 1981، 1982، 1983، 1985، 1986، 1989.
- دوري أبطال أوروبا للسيدات: 2004–05، 2009–10.

## وصلات خارجية
- الموقع الرسمي (بالألمانية)